# Gudang (Tanjungsari)
Gudang is een bestuurslaag in het regentschap Sumedang van de provincie West-Java, Indonesië. Gudang telt 5544 inwoners (volkstelling 2010).